# Cédrick Noufélé
Cédrick Noufélé, né au Cameroun, est un journaliste camerounais exerçant à Radio Canada.
Présentateur vedette en français à Équinoxe Télévision, devenu célèbre pour les journaux télévisés de la chaine et pour ses modérations lors des débats sur cette chaine, il émigre au Canada en 2022.

## Biographie

### Enfance et débuts
Cédrick Noufélé Nfonga est né au Cameroun un 1er août. Il fait ses études secondaires au Lycée Joss à Douala où il obtient son Baccalauréat A4 Espagnol. Il suit une formation en journalisme à l'ESG-ISTA (Université du Golfe de Guinée) et obtient un BTS en journalisme en 2010. La même année, il est recruté par Equinoxe Télévision comme présentateur.

### Carrière
À côté de Mimi Mefo Takambou pour l'anglais, Cédrick Noufélé est présentateur vedette en français de la chaine de télévision Equinoxe Télévision. La chaine et le présentateur remportent plusieurs prix d'audience au Cameroun. Il y travaille pendant 5 années.
Il acquiert une notoriété nationale et auprès de la diaspora camerounaise en étant pondérateur lors des débats du weekend sur Equinoxe. Lors de ces débats, l'actualité camerounaise est  discutée par des intervenants de différents bords politiques et panélistes tels Edmond Kamguia et Jean Bahebeck.
Il réalise, avec d'autres collègues chez Équinoxe Télévision, des interviews de personnalités camerounaises telles Christian Wiyghan Tumi, Maurice Kamto, Jean-Rameau Sokoudjou.
Peu après sa suspension par le conseil de l'audio visuel au Cameroun en 2022, il quitte le Cameroun pour le Canada où il exerce à Radio Canada,,.

### Affaire de la triple suspension de Equinoxe Télévision, Cédrick Noufélé et "Droit de réponse"
Le conseil de l'audiovisuel au Cameroun décide en avril 2022 de suspendre le promoteur de Equinoxe Télévision Séverin Tchounkeu pour 1 mois. La même suspension est appliquée à Cédrick Noufélé et à son émission vedette "Droit de réponse" pour incitation répétée à la révolte populaire.